# Gilles Thomas
Gilles Thomas (Malinas, 27 de mayo de 1998) es un jinete belga que compite en la modalidad de salto ecuestre.
Ganó dos medallas en el Campeonato Europeo de Saltos Ecuestres de 2025, oro por equipos y bronce en la prueba individual. Participó en los Juegos Olímpicos de París 2024, ocupando el octavo lugar en la prueba por equipos.

## Palmarés internacional
| Campeonato Europeo | Campeonato Europeo | Campeonato Europeo | Campeonato Europeo |
| Año                | Lugar              | Medalla            | Categoría          |
| ------------------ | ------------------ | ------------------ | ------------------ |
| 2025               | La Coruña (España) | Medalla de oro     | Por equipos        |
| 2025               | La Coruña (España) | Medalla de bronce  | Individual         |